# Визељ
Визељ је каналисана река у крајњем југозападном делу Баната, и северном делу централне Србије. Лева је притока Дунава, у кога се улива код Крњаче. Целом својом дужином тече кроз Панчевачки рит, односно територијом општине Палилула у оквиру административне територије Града Београда.

## Ток
Визељ извире северно од Падинске Скеле, у средишњем делу Панчевачког рита који представља некадашњу плавну мочвару у југозападном крају Баната. Извире на локалитету Ливаде, и најпре тече на запад где у рејону Пушкара прима Сефкерински канал са десне стране, а код Царске шуме, такође са десне стране, прима канал Бук. Бук повезује Визељ са Бесним фоком и каналом Кишвара на западу. Од те тачке, Визељ генерално тече у правцу север-југ, уз многобројне кривине и меандре, пратећи у горњем току Зрењанински пут. Тече између рејона Нове ливаде на истоку, и Галина греда и Злобатска бара на западу.
У Падинску Скелу улази код Института за ратарство и шумарство, и тече између скеланских насеља Ново насеље (са десне стране), Товилиште и аеро-комплекса Лисичји јарак (са леве стране). На изласку из Падинске Скеле, код ПКБ-овог индустријског комплекса, у Визељ се, са леве стране, улива Лисичји јарак. Одатле меандрира на запад, одвајајући се од Зрењанинског пута. Тече кроз Ковилово, где прима канал Расова са десне стране, и кроз предео Збег наставља на југ. У овом делу преко канала прелази Спољна магистрална тангента, односно северни крак обилазнице око Београда. Пред улазак у Борчу, канал прави велики меандар, формирајући локалитет Велики буџак.
Визељ наставља да меандрира, чинећи највећим делом западну и југозападну границу урбаног дела Борче, односно њених насеља Мали Збег, Нова Борча (Центар 3) и Стара Борча. Иргот, део Старе Борче, се у потпуности налази у заједничком меандру Визеља и Мокрог Себеша, који долази са леве стране. Визељ наставља на југ, где са десне стране прима Велики канал. На овом правцу се Борча шири, и простор се урбанизује у правцу Црвенке. Канал наставља испод насипа који брани унутрашњост Панчевачког рита од изливања Дунава, и скреће на југоисток, паралелно са насипом.
У овом крајњем делу, канал чини административну границу између насеља Борча и Београд, односно Крњача. Такође чини источну границу дунавске аде Кожара, која је са околним подручјем планирана као основa за формирање много већег, вештачког острва Чапља. Последња 2 километра Визеља, а по неким мапама и цео ток после насипа, називају се још и Борчански или Јојкићев Дунавац, по некадашњем градоначелнику Београда Ђурици Јојкићу. За време Јојкићевог мандата овај део Визеља је каналисан и проширен, како би се убрзало одводњавање Панчевачког рита. Канал се улива у Дунав на његовом 1.168,5-ом километру, код викенд насеља Мика Алас.

## Карактеристике
Услед каналисања и вештачког повезивања са суседним водотоковима и каналима, за Визељ се дају различите дужине, од 27 до 31 километра. Река је дубока од 1.5 до 2 метра, и у просеку је широка 50 метара.
Јојкићев Дунавац, који чини завршни део водотока, је у ствари 6 километара дугачак канал, просечен крајем 1950-их ради одводњавања терена. У Борчи се налази пумпна станица која пребацује воду из Јојкићевог Дунавца у Мокри Себеш.
У периодима нормалног и повишеног водостаја, мања пловила могу да уплове у канал, али током ниског нивоа канал није плован. Међутим, канал је погодан за кајакаштво. У сврху овог спорта користи се од 1972. године, када је основан први кајакашки клуб у Борчи.
Визељ је и име ПКБ-ове фарме свиња. Стадион ФК БСК Борча, који је саграђен у непосредној близини реке 2009. године, носи назив Визељ парк.

## Историја
Најстарији забележени радови на каналисању реке потичу из друге половине 18. века, за време владавине аустријске царице Марије Терезије. Средином 20-ог века, Визељ је био плован за мања пловила. Пловни пут почињао је код Врбовског, и текао до Реве, где се уливао у Дунав. Почетком 1960-их, са прокопавањем Јојкићевог Дунавца, канал је скраћен и добио данашњи изглед. Како је територија кроз коју тече нагло урбанизована после Другог светског рата, а што није праћено одговарајућом комуналном инфраструктуром, Визељ је био све више и више загађен.
Делимично је очишћен 2009. године. Сестре кајакашице Николина and Оливера Молдован, које су тренирале на Визељу, упутиле су 2012. године позив градоначелнику Драгану Ђиласу да се нешто уради по питању све горих услова на реци, с обзиром на важну улогу Визеља у српском кајакаштву. Градска управа је тврдила да то није у њеној надлежности, али је град финансијски подржао чишћење у августу и септембру 2012, када је канал измуљан и очишћен, а околна вегетација посечена. После овог чишћења, почеле су да се одржавају годишње кајакашке регате. Канал је поново чишћен 2014. године, али до маја 2015. године поново је зарастао у вегеатацију и замочварен. Поново је чишћен у лето 2015. године. Од тада, грађани и чланови кајакашких клубова организују редовна чишћења канала, укључујућу сређивање обале у априлу 2017. године.
У марту 2019. године, еколози су описали Визељ, уз још неке београдске речице, као "више канализациони сливови, а мање водотокови". Канал је делимично очишћен после поплава 2019. године. У фебруару 2022. године најављена је изградња шеталишта уз Визељ у делу кроз Падинску Скелу.

## Живи свет
У априлу 2014. године, приликом поправке колектора за отпадне воде, отровне материје су исцуреле у реку, што је довело до масовног помора рибе. У августу 2014. године, ПКБ је испустио у канал велику количину амонијака, који је побио готово сав рибљи свет. Упркос загађењу, Визељ је популаран међу риболовцима, иако је спортско пецање повремено забрањено, као на пример 2016. године у дужини од 600 метара, између 3. и 4. километра реке.
У јесен 2010. године, јато од 30 лабудова слетело је на Визељ. Наставили су да долазе сваке године, а јато се удвостручило. Лабудови су постали локална атракција. Међутим, подручје је погодио птичји грип у јануару 2017. године, од кога је угинуло четрдесетак лабудова. Помор десетина птица услед птичјег грипа регистрован је и 2021. и 2022. године.
Комуналне службе које су секле тополе са терена око Јојкићевог Дунавца су оставиле дебла и грање у каналу, тако да се до 2020. године направио чеп који је потпуно одсекао Јојкићев Дунавац од Дунава. Дунавац је претворен у бару, вода је поцрнела а умирање риба, лабудова и патака се наставило.
У 2021. години измуљан је и очишћен од трске горњи део тока, кроз Падинску Скелу. Како Визељ у овом делу још увек није много загађен, а Падинска Скела је највећим делом покривена канализационом мрежом, лабудови и патке су се одмах вратили на овај део канала.

## Глутин
Индустријски комплекс Глутин се налази у индустријској зони Падинске Скеле, уз шеталиште крај обале Визеља. Глутин је био државна фирма за прераду и уништавање мртвих животиња, животињског отпада, штављење коже и прозводњу туткала. Због лошег стања у коме се компанија налазила, радници су започели штрајк 2005. године, и прерада отпада је престала. 2012. године држава је донирала средства компанији како би се прерада наставила јер се количина непрерађеног животињског отпада гомилала годинама. Уместо тога, штрајкови су радикализовани 2012. и 2013. године, Глутин је отишао у стечај и званично је затворен.
Цео комплекс се простире на површини од 3,3 хектара, и налази се 500 метара од урбаног дела Падинске Скеле. У фебруару 2019. године, еколошки активисти и новинари су испитали комплекс, који је већ почео да се распада. Процењено је да има око 300 тона делимично фосилизованих животињских лешева. Мазут, течност за штављење и бројне неидентификоване хемикалије су биле расуте свуда по тлу. Било је  и многобројног кристализованог, стврднутог отпада, остављеног на отвореном. Земља је била натопљена отровним отпадом, док су животињски остаци развлачени свуда од стране паса луталица, шакала и лисица. Спортски ерсофт тимови су користили комплекс као полигон, док су кости скупљане за потребе снимања музичких и видео спотова.
Централни базен - колектор за отпадне воде ПКБ-а, који је у оквиру Глутина, је још увек радио. Цистерне су у њега истакале отпадне воде, одакле су директно, непречишћене, текле у Визељ. Глутин је тада описан као еколошка бомба и "Дамоклов мач над Панчевачким ритом". Еколози су предлагали да се сав отпад превезе и спали у пећима цементаре у Беочину. Међутим, додатне проблеме је стварало то што се, чак ни у катастарским књигама, није знало тачно ко је власник земљишта на коме се налази Глутин, док су сва министарства и државне агенције тврдили да нису надлежни.
Како нико није хтео да преузме одговорност, градска управа је на крају организовала уклањање отпада, које је започело у јулу 2019. године. Отпад је превожен у фабрику "Протеинка" у Сомбору, на прераду. С обзиром на удаљеност (Сомбор је 150 километара удаљен од Београда), и врло специфичног процеса прераде оваквог отпада, планирано је да цео процес уклањања траје месецима јер је могао да се преради само један камион отпада недељно. Превоз је касније појачан, па је крајем августа 2019. објављено да су све кости уклоњене.